# Jonas Lundh

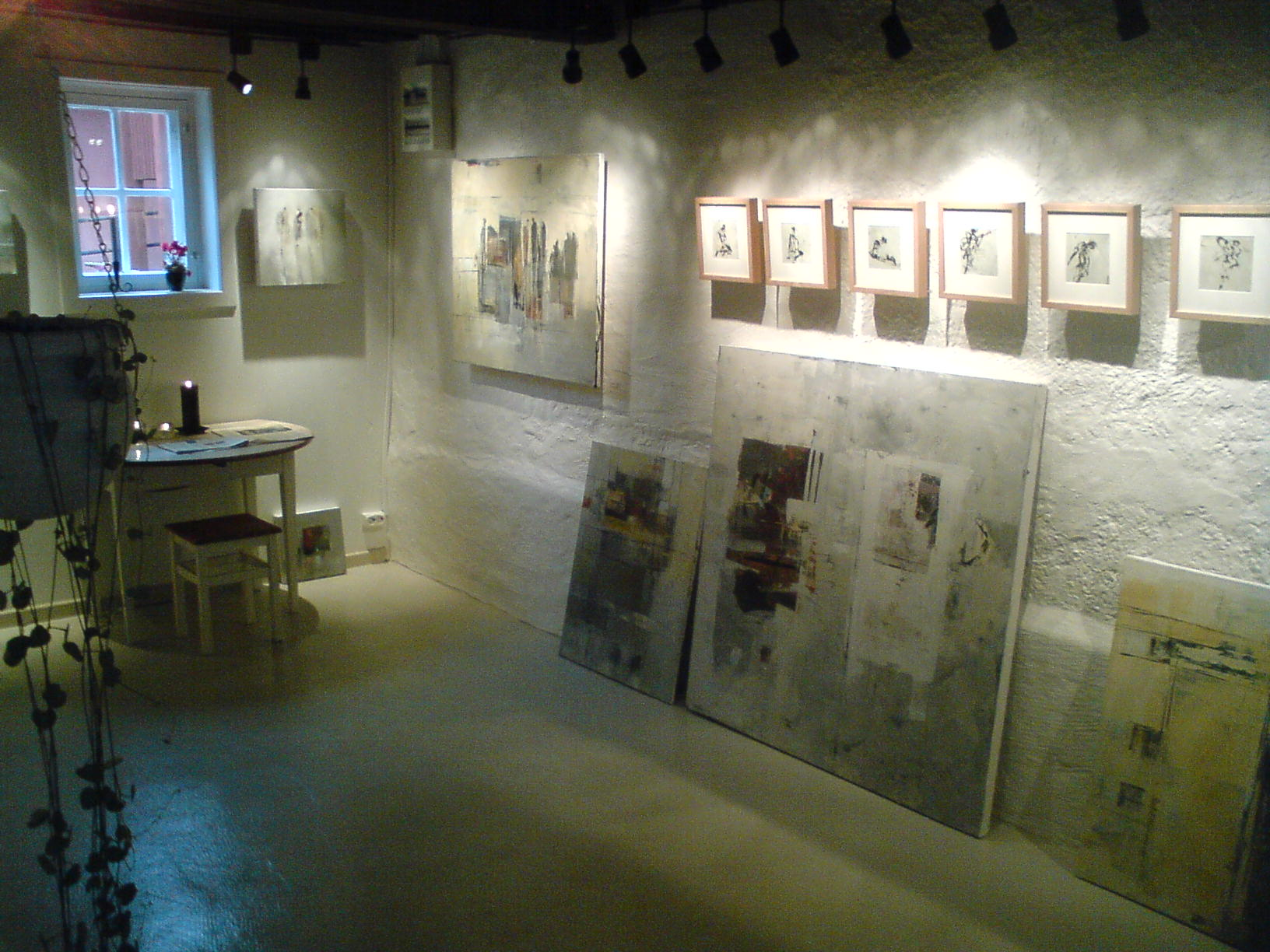
Lundhs altes Atelier

Jonas Lundh (* 8. April 1965 in Fagersta, Schweden) ist ein schwedischer Künstler des abstrakten Expressionismus. Lundh schafft mit seinen Werken eine Welt der Kunst, in der „Klarheit verboten“ und deren wichtigster Bestandteil der Rhythmus ist.
Lundh hat eine Technik entwickelt, in denen er mit Pappe statt mit Pinseln arbeitet. Die charakteristischen Merkmale seiner Malerei sind die Bildelemente in seinen abstrakten Bildern, die oft mystisch anmutende, leere Flächen besitzen. Die Menschen in Lundhs Gemälde sind anonym und sind eher Symbole als Individuen.
Als einer der aktivsten ausstellenden südschwedischen Maler, benutzt Lundh auch Installations- und Videokunst, immer mit musikalischen Unterton. Er arbeitet oft an Projekten, die sowohl in den Bereich der Musik als auch in den der Malerei gehören.
In den 1980er Jahren arbeitete Jonas Lundh als freischaffender Musiker. Er spielte sowohl Schlagzeug als auch Flöte und Violine.
Lundh wohnt mit seiner Familie in Sölvesborg.